# Probe (cònsol 525)
Flavi Probe (fl. 525) va ser un senador romà que va viure durant el domini del regne ostrogot i que va exercir com a cònsol l'any 525, juntament amb Teodor Filoxen.